# Чубинашвили, Давид Иессеевич
Давид Иессеевич Чубинашвили (Чубинов-Георгиев) (груз. დავით ჩუბინაშვილი; 1814—1891) — учёный-картвелолог, составитель первого большого грузинско-русского словаря, первый профессор грузинской словесности, основоположник систематического изучения грузинского языка в России. Заслуженный профессор грузинского языка Петербургского университета.

## Биография
Родился в Тифлисе 26 сентября (8 октября) 1814 года в семье священника — известного педагога, автора книги по грузинской грамматике. Рано лишившийся родителей (1821), воспитывался в семье дяди, Николая Давидовича Чубинашвили (Чубинова) (1790—1847). Вместе с дядей, служившим при Азиатском департаменте Министерства внутренних дел переводчиком, жил в Петербурге. Окончил гимназию Анненшуле в Петербурге, после домашней подготовки в 1835 году поступил в Санкт-Петербургский университет.
Окончив в 1839 году действительным студентом восточное отделение университета, служил в Азиатском департаменте Министерства иностранных дел.
С 1844 года был преподавателем грузинского языка в Петербургском университете; до 1855 года — адъюнкт, до 1861 года — экстраординарный профессор, с 1861 года — ординарный профессор, с 1870 года — заслуженный профессор грузинского языка. В 1868—1869 годах читал также курс «История грузинской литературы». В 1855—1871 годах был заведующим кафедрой армянской и грузинской словесности университета. В 1871 году покинул университет, но в 1877 году вернулся на прежнюю должность.
С 27 декабря 1863 года состоял в чине действительного статского советника. Был награждён орденами Св. Анны 2-й степени с императорской короной (1854) и 3-й степени, Св. Станислава 1-й (1869) и 2-й степени, Св. Владимира 3-й (1864) и 4-й степени.
Составленный им «Грузино-русско-французский словарь» был напечатан на средства Академии наук и принёс составителю полную Демидовскую премию. В основу словаря были положены рукописи «Грузинского словаря» С. С. Орбелиани (1658—1725) и «Грузинско-русского словаря» Николая Давидовича Чубинашвили. Словари Орбелиани и Н. Д. Чубинашвили были изданы позже.
В 1847 году он получил свою вторую полную Демидовскую премию за русско-грузинский словарь.

Могила Чубинашвили на Никольском кладбище Александро-Невской лавры в Санкт-Петербурге.

Был членом Императорского географического общества и Императорского археологического общества. Участвовал в «Обществе по распространению грамотности среди грузин» в Тифлисе. Писал литературные обзоры в русской и грузинской печати, автор книг по грузинскому языку и литературе, редактировал «Витязя в тигровой шкуре» Шота Руставели и других классиков грузинской литературы. Свою богатую коллекцию грузинских рукописей он завещал «Обществу грамотности грузин».
Скончался 5 (17) июня 1891 года. Похоронен на Никольском кладбище Александро-Невской лавры.